# Изложба „Простор” (1973)
Изложба „Простор” се одржала у периоду од 11. до 31. јула 1973. године у Ликовној галерији Културног центра Београда.

## Жири
Експонате за изложбу је одабрао жири у саставу:
- Богдан Богдановић, архитекта
- Ђорђе Кадијевић, ликовни критичар
- Ото Лого, вајар
- Милан Палишашки, архитекта
- Јован Секулић, историчар уметности

## Излагачи
1. Ана Бешлић
2. Милија Глишић
3. Вида Јоцић
4. Мира Јуришић
5. Томислав Каузларић
6. Антон Краљић
7. Момчило Крковић
8. Никола Милуновић
9. Лидија Мишић
10. Славољуб Радојчић
11. Милосав Сунајац
12. Милун Видић
13. Ана Виђен
14. Јелисавета Шопер Поповић
15. Ратко Вулановић